# Archibald Kennedy (3e marquis d'Ailsa)
Archibald Kennedy, 3e marquis d'Ailsa (1er septembre 1847 - 9 avril 1938) est un pair écossais.

## Jeunesse
Archibald est né le 1er septembre 1847, l'aîné des trois fils d'Archibald Kennedy (2e marquis d'Ailsa) et de Julia Jephson . Il est le frère du major Lord Alexander Kennedy, de Lord John Kennedy, de Lady Julia Alice Kennedy, de Lady Evelyn Anne Kennedy et Lady Constance Eleanor Kennedy .
Son père est le fils aîné d'Archibald Kennedy, comte de Cassilis, lui-même le fils aîné d'Archibald Kennedy (1er marquis d'Ailsa). Sa mère est la deuxième fille de Sir Richard Jephson, 1er baronnet et de Charlotte Rochfort Smith .

## Carrière
Dans sa jeunesse, il est officier dans les Coldstream Guards. En 1885, il fonde la Ailsa Shipbuilding Company, basée à Troon et Ayr, Ayrshire.
À la mort de son père le 20 mars 1870, il hérite des titres de 14e comte de Cassilis, 16e Lord Kennedy, 3e marquis d'Ailsa et 3e baron Ailsa. Le titre s'accompagne de 76 000 acres dans l'Ayrshire. Il occupe le poste de Lord-lieutenant du Ayrshire entre 1919 et 1937.

## Vie privée

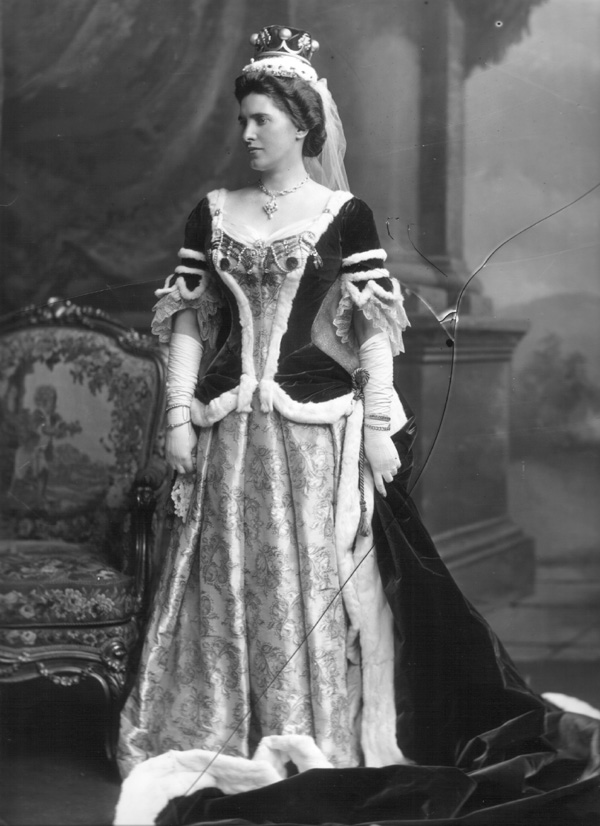
Isabella, marquise d'Ailsa, née MacMaster, photographiée le 11 août 1902.

Lord Ailsa se marie deux fois. Son premier mariage a lieu le 7 mars 1871 avec l'hon. Evelyn Stuart, fille de Charles Stuart, 12e Lord Blantyre et de Lady Evelyn Sutherland-Leveson-Gower (elle-même fille de George Sutherland-Leveson-Gower (2e duc de Sutherland)). Ensemble, ils ont cinq enfants : 
- Archibald Kennedy (4e marquis d'Ailsa) (en) (1872-1943), qui épouse Frances Stewart, fille de Sir Mark MacTaggart-Stewart, 1er baronnet
- Charles Kennedy, 5e marquis d'Ailsa (1875–1956)[4], qui épouse Constance Clarke, veuve de John Baird [3]
- Evelyn Kennedy (1876–1886), décédée jeune [3]
- Aline Kennedy (1877–1957), qui épouse John Edward Browne, 5e baron Kilmaine (1878–1946) en 1901 [3]
- Angus Kennedy, 6e marquis d'Ailsa (1882–1957)[5], qui épouse Gertrude Millicent Cooper[3]

Il épouse ensuite le 3 novembre 1891 Isabella MacMaster, la fille unique de Hugh MacMaster, un maraîcher de Kausani, en Inde. Ensemble, ils ont deux autres enfants : 
- Hugh Kennedy (1895–1970), qui épouse Katharine Louisa Clare Atherton, fille de Francis Henry Atherton[3].
- Marjory Kennedy (née en 1898), qui épouse Laurence Pierce Brooke Merriam[3]

Lord Ailsa est mort à son domicile, le Château de Culzean, surplombant le Firth of Clyde où il est connu comme l'un des plus grands floriculteurs, le 9 avril 1938.